# Rederi AB Skogstorp
Rederi AB Skogstorp var ett svenskt rederi för passagerare- och godstrafik på Hjälmaren med Skogstorp som utgångspunkt.
Tågtrafiken på Oxelösund–Flen–Västmanlands Järnväg startade 1877. Järnvägsbolaget ville få till stånd anslutande transporter och en sådan möjlighet var transporter mellan Eskilstuna och Örebro och området kring Mälaren. Det grundade därför Rederi AB Skogstorp i slutet av 1880-talet. Det ombesörjde också att en segelled utprickades mellan västra Hjälmaren och Skogstorp i Hyndevadsån och att en tilläggsplats anlades ovanför Hyndevadfallet i Skogstorp. 
Ett fartyg beställdes hos Bergsunds Mekaniska Verkstad i Stockholm, vilket namngavs efter dåvarande landshövdingen i Södermanlands län, Gustaf Lagerbjelke. Passagerarångaren S/S Gustaf Lagerbjelke gick på provtur den 10 maj 1890 och sattes i trafik den 15 maj. Fartyget hade ett djupgående på 2,26 meter och krävde muddringsarbeten från Hjälmaresund och ned till Skogstorp i Hyndevadsån 1886–1888.  
Rederiets affärer går dåligt och redan före seglationsåret 1893 nås en uppgörelse om sammanslagning med Örebro Nya Rederi AB. 